# MRPS22
MRPS22‏ (Mitochondrial ribosomal protein S22) هوَ بروتين يُشَفر بواسطة جين MRPS22 في الإنسان.